# Belladonnalilje
Belladonnalilje (Amaryllis belladonna) er en løgplante, der bærer en bladroset og en blomsterstængel med store, lyserøde blomster. Den tåler ikke rigtigt klimaet i Danmark, men er meget elsket som haveplante i det sydlige udland. Den bruges også en del i vinterhaver.

## Beskrivelse
Belladonnalilje er en flerårig, urteagtig plante, der danner et løg, der tjener som overvintringsorgan. Bladene sidder i en grundstillet roset, og de er hele og linjeformede med hel rand og parallelle bladribber. Blomstringen foregår i hjemlandet om foråret (august), hvor den kraftigt røde blomsterstængel skyder frem fra det endnu bladløse løg. Blomsterne sidder endestillet i en løs stand med op til 12 enkeltblomster. Blomsterne er 3-tallige og regelmæssige med 6 lyserøde blosterblade. Bladene dannes efter afblomstringen og bliver siddende, indtil de visner om efteråret, dvs. i april-maj. Frugterne er trekantede kapsler.
Rodsystemet består af løget og en stor mængde trævlede rødder, der udgår fra løgets bund.
Planten bliver ca. 80 cm høj (inklusive blomsterstænglen) og ca. 120 cm bred i bladrosetten.

## Hjemsted
Belladonnalilje hører hjemme i Sydafrika, hvor den er udbredt i de tørre, steppeagtige Fynbos. Den er desuden naturaliseret på andre steder med tilsvarende klimaforhold, f.eks. Middelhavsområdet, Makaronesien, det sydlige USA, Chile og Australien. Overalt foretrækker den lysåbne voksesteder, der får vinterregn, og som har en tør, veldrænet og kalkrig jord.
Cederberg ligger ca. 300 km nord for Cape Town. Her er vegetationen fynbos, som vokser på meget mager og stenet jord. Al nedbør kommer som vinterregn, og blomstringen sker på få uger i foråret. Her vokser arten sammen med bl.a. afrikacypres, Aspalathus linearis, Brachycapaea juncea, Disa uniflora, Euryops speciossimus, Euryops wageneri, Heeria argentea, kapoliven, Leucadendron rubrum, Leucadendron salignum, Maytenus oleoides, Protea cryophila, Protea glabra, Protea laurifolia og Protea nitida

## Galleri
|  |  |  |

## Note
1. ↑  Cederberg: Flowers Arkiveret 11. februar 2015 hos  Wayback Machine – en turistpræget og meget kortfattet oversigt (engelsk)